# Fenestrulina
Genre
Synonymes
- Fenestruloides Soule, Soule & Chaney, 1995[1]

Fenestrulina est un genre d'ectoproctes, bryozoaire formant des colonies encroutantes, de la famille des Microporellidae, classée dans l'ordre Cheilostomatida. Ces organismes contribuent, modestement, à la filtration de l'eau et au stockage du carbone. Ce genre est assez ubiquiste, trouvé des eaux tempérées à très froides (en zone polaire, antarctique notamment,), en passant par les eaux tropicales (ex : Fenestrulina commensalis découverte au Brésil à 5-10 m de profondeur en 2008).
Certaines espèces comme Fenestrulina delicia ont été introduites hors de leur aire naturelle de répartition (introduite en Europe dans ce cas). 
On en connait quelques espèces fossiles.

## Liste des espèces
- Fenestrulina asturiasensis[6]
- Fenestrulina barrosoi[7]
- Fenestrulina commensalis[8]
- Fenestrulina cervicornis
- Fenestrulina crystallina
- Fenestrulina delicia
- Fenestrulina juani
- Fenestrulina littoralis
- Fenestrulina malusii
  - Fenestrulina malusii var. thyreophora [9]
- Fenestrulina rugula